# Shogunato Ashikaga
Lo shogunato Ashikaga (足利幕府?, Ashikaga bakufu, 1336—1573), noto anche come shogunato Muromachi (室町幕府?, Muromachi bakufu), è il nome dato al periodo di dominio della dinastia di shōgun del Clan Ashikaga, che governarono il Giappone dal 1336, anno in cui Ashikaga Takauji ricevette tale titolo dall'Imperatore Kōmyō che egli stesso aveva messo sul trono al posto dell'Imperatore Go-Daigo, al 1573, anno in cui Oda Nobunaga cacciò definitivamente lo shōgun da Kyōto. L'epoca corrispondente allo shogunato Ashikaga è nota come periodo Muromachi, dal nome del quartiere di Kyōto in cui dal terzo shōgun (Yoshimitsu) in poi lo shōgun aveva la sua residenza soprannominata il Palazzo dei Fiori (花の御所?, Hana no Gosho) in Muromachi-dori nel 1379.

## Storia
Nel 1333, quando l'imperatore Go-Daigo guidò la Restaurazione Kenmu e organizzò una rivolta contro lo shogunato Kamakura, in risposta lo shōgun dichiarò l'imperatore Kōgon, nuovo imperatore del Giappone. Dopo la distruzione dello shogunato, Kōgon perse il suo potere, quindi impartì un editto imperiale ad Ashikaga Takauji, che si era ribellato alla Restaurazione Kenmu dell'imperatore Go-Daigo, ordinandogli di dare la caccia a Nitta Yoshisada, membro dell'esercito dell'imperatore Go-Daigo.
Takauji entrò nella capitale nel giugno 1336 e il governo guidato dall'imperatore Go-Daigo crollò. Kōgon iniziò il governo di clausura a giugno e Takauji iniziò a costruire un governo samurai, ma l'imperatore Go-Daigo resistette fuggendo nel tempio Enryaku-ji sul monte Hiei. Kōgen insediò sul trono suo fratello minore, il principe Toyohito (l'imperatore Kōmyō), il 15 agosto. Come risultato dell'accordo di pace, Go-Daigo tornò a Kyoto in ottobre e fu imprigionato, e il 2 novembre il sacro tesoro fu donato a Kōmyō.
Il 7 novembre, la promulgazione del Kenmu Shikimoku (建武式目?, Codice Kenmu), definì la politica amministrativa del nuovo governo dei samurai e lo shogunato Muromachi fu effettivamente istituito. Takauji, nominato Gon Dainagon dalla Corte del Nord, era chiamato "Kamakura Dainagon" ed era considerato il successore dello Shogun Kamakura (Kamakura-dono).
Il 21 del mese successivo, Go-Daigo fuggì a Yoshino, nella provincia di Yamato, dando inizio alla contrapposizione tra le Corti del Nord e del Sud. Takauji fu nominato Sei-i Taishōgun l'11 agosto 1338 sotto il dominio della Corte del Nord e dello shogunato.
Le corti del Nord e del Sud si impegnarono in una lotta ideologica per il potere che continuò per 56 anni, fino a quando la Corte del Sud si arrese durante il regno di Shōgun Ashikaga Yoshimitsu nel 1392.

## Struttura dello shogunato
In parte a causa del fatto che Ashikaga Takauji nel diventare shōgun aveva usufruito dell'appoggio dell'Imperatore Kōmyō contro lo shogunato Kamakura, gli Ashikaga condivisero molto del loro potere con gli imperatori rispetto ai loro predecessori. Perciò, lo shogunato Ashikaga è stato storicamente considerato molto più debole degli altri due. In effetti, molta della forza degli shōgun in questo periodo derivava dalla fedeltà dei daimyō provinciali, e questi erano spesso in lotta tra loro per l'egemonia regionale. Alla fine dell'epoca Muromachi, l'autorità degli shōgun era ormai solo nominale, e la sua presenza era considerata solo un baluardo contro la presa del potere da parte di un singolo daimyō: durante quello che divenne noto come periodo Sengoku (letteralmente "periodo degli stati combattenti", corrispondente all'ultima parte del periodo Muromachi), diversi generali marciarono in direzione di Kyōto e furono sconfitti da coalizioni di altri daimyō. Durante il periodo Sengoku lo shōgun era inoltre spesso manovrato dal kanrei del Kantō, una posizione simile a quella di vice-shōgun e che veniva generalmente concessa al daimyō che aiutava lo shōgun a insediarsi.
Questa situazione raggiunse il suo apice sotto il governo del terzo shōgun, Ashikaga Yoshimitsu.
Dopo Yoshimitsu, tuttavia, la debolezza strutturale dello shogunato Ashikaga fu messa a nudo da numerosi problemi di successione e morti precoci. La situazione si aggravò drammaticamente dopo la Guerra Ōnin, in seguito alla quale lo shogunato stesso si ridusse a poco più di una forza politica locale a Kyoto.

## Relazioni con l'estero
Le scelte politiche dello shogunato Ashikaga in materia di relazioni estere si concretizzarono nell'evoluzione dei contatti con Joseon nella penisola coreana e con la Cina imperiale.

## Crollo
Lo shogunato Ashikaga cadde definitivamente quando Oda Nobunaga si rivoltò contro Ashikaga Yoshiaki, che egli stesso aveva aiutato a insediarsi, e lo cacciò da Kyōto nel luglio 1573 (Genki 4). Yoshiaki ricevette la protezione del clan Mōri e continuò a vivere isolato nel Giappone occidentale; in seguito Toyotomi Hideyoshi gli chiese di adottarlo e proclamarlo 16º shōgun Ashikaga, ma Yoshiaki rifiutò. Non considerata un pericolo dai successivi shōgun Tokugawa, la famiglia Ashikaga divenne un clan di daimyō di Kitsuregawa (l'attuale città di Sakura nella prefettura di Tochigi), ed i suoi discendenti esistono ancora oggi.

## Resti del palazzo

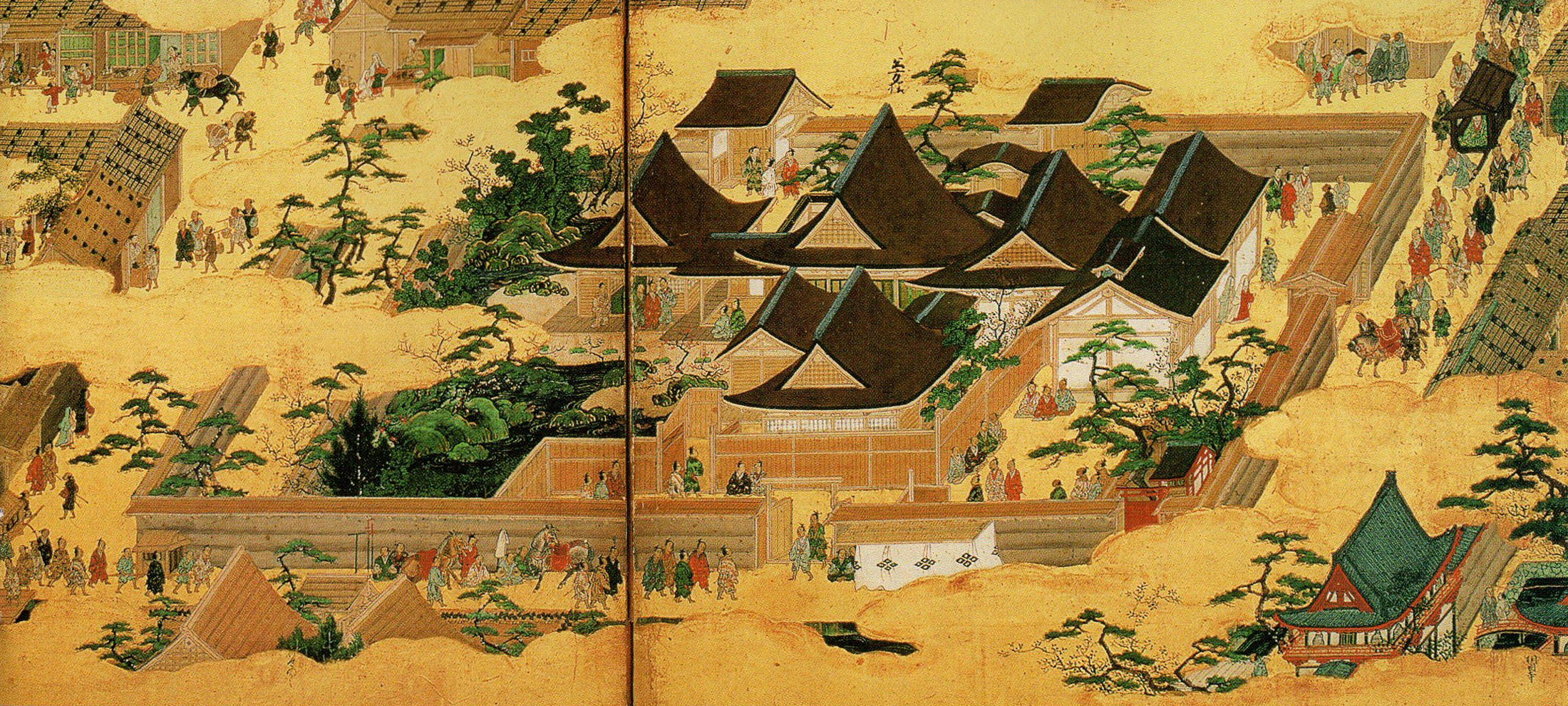
Palazzo dei Fiori (Palazzo Muromachi)

La residenza shogunale, nota anche come "Palazzo dei Fiori", si trovava a Kyoto nell'isolato oggi delimitato da via Karasuma (a est), via Imadegawa (a sud), via Muromachi (a ovest, da cui il nome) e via Kamidachiuri (a nord). Il luogo è ricordato da un cartello in pietra all'angolo sud-ovest e la Kanbai-kan (寒梅館?, Sala delle prugne d'inverno) dell'Università  Dōshisha contiene cimeli e scavi dell'area.

## Lista di shōgun

stemma della dinastia dei Ashikaga

| №  | Immagine | Nome                | Shogunato | Shogunato |
| №  | Immagine | Nome                | Inizio    | Termine   |
| -- | -------- | ------------------- | --------- | --------- |
| 1  |          | Ashikaga Takauji    | 1338      | 1358      |
| 2  |          | Ashikaga Yoshiakira | 1358      | 1368      |
| 3  |          | Ashikaga Yoshimitsu | 1368      | 1394      |
| 4  |          | Ashikaga Yoshimochi | 1394      | 1423      |
| 5  |          | Ashikaga Yoshikazu  | 1423      | 1425      |
| 6  |          | Ashikaga Yoshinori  | 1425      | 1441      |
| 7  |          | Ashikaga Yoshikatsu | 1441      | 1443      |
| 8  |          | Ashikaga Yoshimasa  | 1443      | 1473      |
| 9  |          | Ashikaga Yoshihisa  | 1473      | 1489      |
| 10 |          | Ashikaga Yoshitane  | 1489      | 1495      |
| 11 |          | Ashikaga Yoshizumi  | 1495      | 1508      |
| 12 |          | Ashikaga Yoshiharu  | 1508      | 1547      |
| 13 |          | Ashikaga Yoshiteru  | 1547      | 1565      |
| 14 |          | Ashikaga Yoshihide  | 1565      | 1568      |
| 15 |          | Ashikaga Yoshiaki   | 1568      | 1573      |